# HTC Desire V
HTC Desire V (臺灣型號:T328w)是宏達電於2012年六月在台灣發表之預載Android 4.0.3及HTC Sense 4.0的智慧型手機，曾於中國發表，名稱為新渴望 V，具備 WCDMA / GSM 雙卡雙待機能，一 SIM 卡槽支援 HSPA / WCDMA，一 SIM 卡槽支援 GSM/GPRS。使用Beats Audio™音訊技術，並內建4GB的ROM、512MB的RAM並支援microSD擴充儲存空間。配備重力感應器、距離感應器、光線感應器、GPS定位，支援最多支援4個觸控點。外殼材料是霧面聚碳酸酯（PC）塑膠作為整個背面機殼的材質，搭配正面的銀色髮絲紋類金屬邊框。

## 外部連結
- HTC Product Page